# ランジャタイのがんばれ地上波!
『ランジャタイのがんばれ地上波!』（ランジャタイのがんばれちじょうは）は、テレビ朝日で2022年10月5日（4日深夜）から2024年3月27日（26日深夜）まで『バラバラ大作戦』枠（火曜第3部）で放送していたバラエティ番組。ランジャタイの初冠番組。番組公式ハッシュタグは『#ランちゃん』。

## 概要
この番組は、食リポ、物件探し、リアクション芸といったバラエティの定番企画に放り込まれたら、彼らはどう“逸脱”するのか、自由で新しい地上波テレビの表現を模索する番組。
ライターのてれびのスキマは「「地下ライブ」の空気を色濃く感じる稀有な番組」と称している。

## 出演者
- ランジャタイ（伊藤幸司・国崎和也）

## 放送リスト
| 2022年 | 2022年                | 2022年                                      | 2022年                                                                                              | 2022年                                                                          |
| 回数   | 放送日                | 放送内容                                    | ゲスト                                                                                              | 備考                                                                            |
| ------ | --------------------- | ------------------------------------------- | --------------------------------------------------------------------------------------------------- | ------------------------------------------------------------------------------- |
| ＃0    | 10月1日               | ヤバいメンバーで トーク番組をやってみよう！ | きしたかの かまぼこ体育館（虹の黄昏） 桐野安生 4000年に一度咲く金指 本多スイミングスクール 大島さん | テレビ朝日公式YouTube『動画、はじめてみました』内のみでの配信                   |
| #1     | 10月5日 （4日深夜）   | 第1回 ランジャタイのアシスタント選手権      | 高橋英樹 野口衣織（=LOVE） 諸橋沙夏（=LOVE） 大島さん                                               |                                                                                 |
| #2     | 10月12日 （11日深夜） | 第1回 ランジャタイのアシスタント選手権②     | 高橋英樹 野口衣織（=LOVE） 諸橋沙夏（=LOVE） 大島さん                                               |                                                                                 |
| #3     | 10月19日 （18日深夜） | 海老名SAでロケをしよう！                    | 高野正成（きしたかの） 瀧野由美子（STU48）                                                          | テレビ朝日公式YouTube『動画、はじめてみました』内で未公開シーンを公開           |
| #4     | 10月26日 （25日深夜） | 海老名SAでロケをしよう！②                   | きしたかの 瀧野由美子（STU48）                                                                      | テレビ朝日公式YouTube『動画、はじめてみました』内で未公開シーンを公開           |
| #5     | 11月2日 （1日深夜）   | 中継リポートの可能性を探ろう！              | 森本晋太郎（トンツカタン） 葵音琴（月に足跡を残した6人の少女たちは一体何を見たのか…）               |                                                                                 |
| #6     | 11月9日 （8日深夜）   | 国崎和也の脱出セヨ！ ～テレ朝からの脱出～   | 井口浩之（ウエストランド） 桐野安生 本田仁美（AKB48）                                               |                                                                                 |
| #7     | 11月16日 （15日深夜） | 国崎和也の脱出セヨ！ ～テレ朝からの脱出～②  | 井口浩之（ウエストランド） 桐野安生 本田仁美（AKB48） 本多スイミングスクール                        |                                                                                 |
| #8     | 12月7日 （6日深夜）   | 俺のことパクってない？ 伊藤vsモグライダー芝 | モグライダー 田中美久（HKT48）                                                                      |                                                                                 |
| #9     | 12月21日 （20日深夜） | バラバラ大選挙に向けてPR映像を作ろう！      | 西野七瀬 あぁ～しらき 森本晋太郎（トンツカタン）                                                    | テレビ朝日公式YouTube『動画、はじめてみました』内でバラバラ大選挙のPR映像を公開 |

| 2023年   | 2023年                   | 2023年                                       | 2023年 | 2023年                                                                                         |
| 回数     | 放送日                   | 放送内容                                     | ゲスト | 備考                                                                                           |
| -------- | ------------------------ | -------------------------------------------- | --- | ---------------------------------------------------------------------------------------------- |
| #10      | 1月2日 （1日深夜）       | 東野八瀬オーディション                       | 西野七瀬 あぁ〜しらき 森本晋太郎（トンツカタン） |                                                                                                |
| #11      | 1月11日 （10日深夜）     | 俺のことパクってない？ 伊藤vsモグライダー芝② | モグライダー 田中美久（HKT48） | 3月4日に関東ローカルで 未公開シーンを放送                                                      |
| #12      | 1月18日 （17日深夜）     | 年始ブチギレ王決定戦！                       | 水湊みお（＃ババババンビ） 高野正成（きしたかの） 村田大樹 口笛なるお（わらふぢなるお） ヤマゲン（ネコニスズ）                                                           |                                                                                                |
| #13      | 1月25日 （24日深夜）     | 年始ブチギレ王決定戦！②                      | 水湊みお（＃ババババンビ） 高野正成（きしたかの） 村田大樹 口笛なるお（わらふぢなるお） ヤマゲン（ネコニスズ）                                                           | 野沢の代役として、 伊藤がナレーションを担当                                                    |
| #14      | 2月1日 （1月31日深夜）   | 年始ブチギレ王決定戦！③                      | 水湊みお（＃ババババンビ） 高野正成（きしたかの） 村田大樹 口笛なるお（わらふぢなるお） ヤマゲン（ネコニスズ） モダンタイムス                                            | 野沢の代役として、 伊藤がナレーションを担当                                                    |
| #15      | 2月8日 （7日深夜）       | ダイアン津田さんをもてなしたい！①            | 津田篤宏（ダイアン） |                                                                                                |
| #16      | 2月15日 （14日深夜）     | ダイアン津田さんをもてなしたい！②            | 津田篤宏（ダイアン） |                                                                                                |
| #17      | 2月22日 （21日深夜）     | たまにはシンプルにトークしよう！             | みなみかわ 槙尾ユウスケ（かもめんたる） |                                                                                                |
| #18      | 3月1日 （2月28日深夜）   | 謎の即興劇「インプロ」をしてみよう！         | みなみかわ 槙尾ユウスケ（かもめんたる） |                                                                                                |
| #19      | 3月8日 （7日深夜）       | クイズ！ウラ設定はなんでしょう？             | 橋本直（銀シャリ） 森下直人（ななまがり） |                                                                                                |
| #20      | 3月15日 （14日深夜）     | クイズ！ウラ設定はなんでしょう？②            | 橋本直（銀シャリ） 森下直人（ななまがり） |                                                                                                |
| #21      | 3月22日 （21日深夜）     | R-1さん、もういいでしょう？①                 | 街裏ぴんく ギフト☆矢野 三福エンターテイメント 浜村凡平太 マツモトクラブ                                                                                                  | 5月6日に関東ローカルで 未公開シーンを放送                                                      |
| #22      | 3月29日 （28日深夜）     | R-1さん、もういいでしょう？②                 | 街裏ぴんく ギフト☆矢野 三福エンターテイメント 浜村凡平太 マツモトクラブ                                                                                                  | 5月6日に関東ローカルで 未公開シーンを放送                                                      |
| #23      | 4月5日 （4日深夜）       | 番組公式おグッズを考えておこう！①            | もう中学生 長谷川忍（シソンヌ） | もう中学生のおグッズ！の フォーマットで放送                                                    |
| #24      | 4月12日 （11日深夜）     | 番組公式おグッズを考えておこう！②            | もう中学生 長谷川忍（シソンヌ） | もう中学生のおグッズ！の フォーマットで放送                                                    |
| #25      | 4月19日 （18日深夜）     | 催眠大喜利グランプリ                         | 十文字幻斎 桐野安生 高野正成（きしたかの） みなみかわ 槙尾ユウスケ（かもめんたる）                                                                                       |                                                                                                |
| #26      | 4月26日 （25日深夜）     | 催眠を使って色々遊んでみよう                 | 十文字幻斎 桐野安生 高野正成（きしたかの） みなみかわ 槙尾ユウスケ（かもめんたる）                                                                                       |                                                                                                |
| #27      | 5月3日 （2日深夜）       | 前口上さんぽ                                 | MOROHA 酒井貴士（ザ・マミィ） ヤマゲン（ネコニスズ） |                                                                                                |
| #28      | 5月10日 （9日深夜）      | 2代目MOROHA選手権 ①                          | MOROHA 酒井貴士（ザ・マミィ） ヤマゲン（ネコニスズ） | 即興ラップパートのみテレビ朝日公式YouTube『動画、はじめてみました』内で公開 ヤマゲン 酒井 国崎 |
| #29      | 5月17日 （16日深夜）     | 2代目MOROHA選手権 ②                          | MOROHA 酒井貴士（ザ・マミィ） ヤマゲン（ネコニスズ） | 即興ラップパートのみテレビ朝日公式YouTube『動画、はじめてみました』内で公開 ヤマゲン 酒井 国崎 |
| #30      | 5月24日 （23日深夜）     | 2代目MOROHA選手権 ③                          | MOROHA 酒井貴士（ザ・マミィ） ヤマゲン（ネコニスズ） |                                                                                                |
| #30      | 5月24日 （23日深夜）     | 顔-1グランプリ ①                             | キンタロー。 アタック西本（ジェラードン） ギフト☆矢野 |                                                                                                |
| #31      | 5月31日 （30日深夜）     | 顔-1グランプリ ②                             | キンタロー。 アタック西本（ジェラードン） ギフト☆矢野 |                                                                                                |
| #32      | 6月7日 （6日深夜）       | 顔-1グランプリ ③                             | キンタロー。 アタック西本（ジェラードン） ギフト☆矢野 |                                                                                                |
| #33      | 6月14日 （13日深夜）     | 藤本さんから食リポを習おう！                 | 藤本敏史（FUJIWARA） |                                                                                                |
| #34      | 6月21日 （20日深夜）     | 藤本さんからテレビのアレコレを習おう！       | 藤本敏史（FUJIWARA） インポッシブル |                                                                                                |
| #35      | 6月28日 （27日深夜）     | 真夏のブチギレ王決定戦①                      | 小峠英二（バイきんぐ） 高野正成（きしたかの） 村田大樹（武炎） 口笛なるお（わらふぢなるお） ヤマゲン（ネコニスズ）                                                       |                                                                                                |
| #36      | 7月5日 （4日深夜）       | 真夏のブチギレ王決定戦②                      | 小峠英二（バイきんぐ） 高野正成（きしたかの） 村田大樹（武炎） 口笛なるお（わらふぢなるお） ヤマゲン（ネコニスズ）                                                       |                                                                                                |
| #37      | 7月12日 （11日深夜）     | 真夏のブチギレ王決定戦③                      | 小峠英二（バイきんぐ） 高野正成（きしたかの） 村田大樹（武炎） 口笛なるお（わらふぢなるお） ヤマゲン（ネコニスズ）                                                       |                                                                                                |
| #38      | 7月19日 （18日深夜）     | 真夏のブチギレ王決定戦④                      | 小峠英二（バイきんぐ） 高野正成（きしたかの） 村田大樹（武炎） 口笛なるお（わらふぢなるお） ヤマゲン（ネコニスズ） モダンタイムス                                        |                                                                                                |
| #39      | 7月26日 （25日深夜）     | 桐野安生と本田らいだ〜△を 仲直りさせよう！①  | 桐野安生 本田らいだ〜△ 水湊みお（＃ババババンビ） 瀧野由美子（STU48） |                                                                                                |
| #40      | 8月2日 （1日深夜）       | 桐野安生と本田らいだ〜△を 仲直りさせよう！②  | 桐野安生 本田らいだ〜△ 水湊みお（＃ババババンビ） 瀧野由美子（STU48） |                                                                                                |
| #41      | 8月9日 （8日深夜）       | イタタタタ！ ネット弁慶-1グランプリ①         | KAƵMA（しずる） たきうえ（流れ星☆） 森本晋太郎（トンツカタン） |                                                                                                |
| #42      | 8月16日 （15日深夜）     | イタタタタ！ ネット弁慶-1グランプリ②         | KAƵMA（しずる） たきうえ（流れ星☆） 森本晋太郎（トンツカタン） |                                                                                                |
| #43      | 8月23日 （22日深夜）     | イタタタタ！ ネット弁慶-1グランプリ③         | KAƵMA（しずる） たきうえ（流れ星☆） 森本晋太郎（トンツカタン） |                                                                                                |
| #44      | 8月30日 （29日深夜）     | お客さんを入れてトークしよう！①              | |                                                                                                |
| #45      | 9月6日 （5日深夜）       | お客さんを入れてトークしよう！②              | |                                                                                                |
| #45      | 9月6日 （5日深夜）       | 喫茶店でゆっくりトークしよう！①              | |                                                                                                |
| #46      | 9月13日 （12日深夜）     | 喫茶店でゆっくりトークしよう！②              | |                                                                                                |
| #47      | 9月20日 （19日深夜）     | 社会見学をしよう！                           | 川原克己（天竺鼠） 芝大輔（モグライダー） |                                                                                                |
| #48      | 9月27日 （26日深夜）     | とある会社の飲み会の二次会                   | 川原克己（天竺鼠） 芝大輔（モグライダー） |                                                                                                |
| #49      | 10月11日 （10日深夜）    | ヤバいメンバーで トーク番組をやってみよう！① | きしたかの 桐野安生 スーパー3助（にゃんこスター） 舘野忠臣（ネコニズズ） 本多スイミングスクール 本田らいだ～△ 牧野ステテコ                                               |                                                                                                |
| #50      | 10月18日 （17日深夜）    | ヤバいメンバーで トーク番組をやってみよう！② | きしたかの 桐野安生 スーパー3助（にゃんこスター） 舘野忠臣（ネコニズズ） 本多スイミングスクール 本田らいだ～△ 牧野ステテコ                                               |                                                                                                |
| #51      | 10月25日 （24日深夜）    | ヤバいメンバーで トーク番組をやってみよう！③ | きしたかの 桐野安生 スーパー3助（にゃんこスター） 舘野忠臣（ネコニズズ） 本多スイミングスクール 本田らいだ～△ 牧野ステテコ                                               |                                                                                                |
| #52      | 11月1日 （10月31日深夜） | ブチギレ王ベストバウト                       | 小峠英二（バイきんぐ） 高野正成（きしたかの） 村田大樹（武炎） 口笛なるお（わらふぢなるお） ヤマゲン（ネコニスズ） モダンタイムス 水湊みお（＃ババババンビ）             | 過去に放送したブチギレ王の総集編                                                               |
| #53      | 11月8日 （7日深夜）      | 伏線回収王①                                  | チャンス大城 髙比良くるま（令和ロマン） 森本晋太郎（トンツカタン） |                                                                                                |
| #54      | 11月15日 （14日深夜）    | 伏線回収王②                                  | チャンス大城 髙比良くるま（令和ロマン） 森本晋太郎（トンツカタン） |                                                                                                |
| #55      | 11月22日 （21日深夜）    | 秋の生ブチギレ王決定戦！                     | 高野正成（きしたかの） 村田大樹（武炎） 口笛なるお（わらふぢなるお） ヤマゲン（ネコニスズ） 虹の黄昏 高木ひとみ○（ぽんぽこ） 滝沢秀一（マシンガンズ） 長谷川雅紀（錦鯉） | 番組イベント 「秋の生ブチギレ王決定戦！」の 名シーン集                                         |
| #56      | 11月29日 （28日深夜）    | しんいちを救え！弁護士王①                    | お見送り芸人しんいち 川元文太（ダブルブッキング） こたけ正義感 スルメ |                                                                                                |
| #57      | 12月6日 （5日深夜）      | しんいちを救え！弁護士王②                    | お見送り芸人しんいち 川元文太（ダブルブッキング） こたけ正義感 スルメ |                                                                                                |
| #58      | 12月13日 （12日深夜）    | あの頃欲しかったもの選手権！①                | 鈴木かつき 橘ゆうま 愛花ちさき |                                                                                                |
| #59      | 12月20日 （19日深夜）    | あの頃欲しかったもの選手権！②                | 中村こうすけ 倉島あろひ |                                                                                                |
| 特別番組 | 12月26日 23:15 - 翌0:15  | ランジャタイpresentsブチギレ-1グランプリ     | 東野幸治 松田好花（日向坂46） ザブングル加藤 津田篤宏（ダイアン） 永野 野呂佳代 ハリウッドザコシショウ ヤマゲン（ネコニスズ）                                            |                                                                                                |

| 2024年 | 2024年               | 2024年                                        | 2024年                                                                                               | 2024年 |
| 回数   | 放送日               | 放送内容                                      | ゲスト                                                                                               | 備考   |
| ------ | -------------------- | --------------------------------------------- | --- | ------ |
| #60    | 1月10日 （9日深夜）  | こたつトーク①                                 | みちお（トム・ブラウン） 出井隼之介（ヤーレンズ）                                                    |        |
| #61    | 1月17日 （16日深夜） | こたつトーク②                                 | みちお（トム・ブラウン） 出井隼之介（ヤーレンズ）                                                    |        |
| #62    | 1月24日 （23日深夜） | 切ない-1グランプリ①                           | アフロ（MOROHA） マツモトクラブ 浜村凡平太                                                           |        |
| #63    | 1月31日 （30日深夜） | 切ない-1グランプリ②                           | アフロ（MOROHA） マツモトクラブ 浜村凡平太                                                           |        |
| #64    | 2月7日 （6日深夜）   | 切ない-1グランプリ③                           | アフロ（MOROHA） マツモトクラブ 浜村凡平太                                                           |        |
| #65    | 2月21日 （20日深夜） | Aマッソとマジでバンドを組みたい！①            | Aマッソ                                                                                              |        |
| #66    | 2月28日 （27日深夜） | Aマッソとマジでバンドを組みたい！②            | Aマッソ                                                                                              |        |
| #67    | 3月6日 （5日深夜）   | お笑い蠱毒王①                                 | 永野 川元文太（ダブルブッキング） みなみかわ エル上田（エル・カブキ）                                |        |
| #68    | 3月13日 （12日深夜） | お笑い蠱毒王②                                 | 永野 川元文太（ダブルブッキング） みなみかわ エル上田（エル・カブキ）                                |        |
| #69    | 3月20日 （19日深夜） | 徹底討論！ 「がんばれ地上波！」はなぜ終わる？ | 高野正成（きしたかの） 村田大樹（武炎） 口笛なるお（わらふぢなるお） ヤマゲン（ネコニスズ） 桐野安生 |        |
| #70    | 3月27日 （26日深夜） | 終王ノブ                                      | ノブ（千鳥） 佐野なぎさ 茜紬うた                                                                     | 最終回 |

## イベント

### ランジャタイのがんばれ地上波！～秋の生ブチ切れ王決定戦～[16]
2023年11月7日、東京・豊洲PIT

【ゲスト】（発表順）
- 高野正成（きしたかの）
- 村田大樹（武炎）
- 口笛なるお（わらふぢなるお）
- ヤマゲン（ネコニスズ）
- 虹の黄昏
- 高木ひとみ○（ぽんぽこ）
- 滝沢秀一（マシンガンズ）
- 長谷川雅紀（錦鯉）

## 特別番組

### ランジャタイpresentsブチギレ-1グランプリ
2023年12月26日（火曜日）23:15 - 0:15の枠にて、『ランジャタイpresentsブチギレ-1グランプリ』と題し、テレビ朝日系列で放送。当番組の企画「ブチギレ王決定戦」の特別版として人気芸能人たちがブチギレ王の称号を懸けて戦う。なお、これまでの「ブチギレ王決定戦」の出場メンバーは大方出演しなかったが、番組イベント『ランジャタイのがんばれ地上波！～秋の生ブチ切れ王決定戦～』で活躍したネコニスズ ヤマゲンが参加することになった。

### 出演者

#### MC
- ランジャタイ（伊藤幸司・国崎和也）

#### スペシャルMC
- 松田好花（日向坂46）[注 4]

#### 審査員
- 東野幸治

#### 参加者
- ザブングル加藤
- 津田篤宏（ダイアン）
- 永野
- 野呂佳代
- ハリウッドザコシショウ
- ヤマゲン（ネコニスズ）

#### ナレーター
- 村田大樹（武炎）

## スタッフ（クレジット掲載順）
- ナレーター：野沢ダイブ禁止（虹の黄昏）
- 構成：北本かつら、塚本翔太
- カメラ：羽田廣宣
- 美術：遠藤ゆか
- 美術進行：清水基恵
- メイク：川口カツラ店
- 音効：高橋健人
- CG：ODDJOB
- 編集：野平誠、阿部芳三、丸山寿和
- MA：斉藤亮、中務匠
- 編成：熊谷和也、長岡大河
- 宣伝：石田京子
- デスク：相馬恵美
- 協力：TSP、イカロス、東京オフラインセンター
- 制作協力：株式会社UNITED PRODUCTIONS
- 制作スタッフ：石嶌紅葉、内田凌平、暮山武志
- アシスタントプロデューサー：今戸健人
- ディレクター：渡辺直哉、片野慎吾
- 演出：秋山直
- プロデューサー：植岡耕一、髙木大輔、藤井貴代美
- ゼネラルプロデューサー：高橋正輝
- 制作：テレビ朝日ビジネスソリューション本部コンテンツ編成局第1制作部
- 制作著作：テレビ朝日

### 過去のスタッフ
- 編成：泉良樹
- 制作スタッフ：山下悠貴、北村舞花
- アシスタントプロデューサー：中根明香